# Datenhandel der Online-Werbeindustrie
Der Datenhandel spielt eine zentrale Rolle in der Online-Werbeindustrie. Unternehmen sammeln, analysieren und verkaufen personenbezogene Daten von Nutzern, um personalisierte Werbung zu schalten und die Effizienz von Kampagnen zu steigern.

## Funktionsweise
1. Datensammlung[1]: Viele digitale Angebote erscheinen kostenlos, da sie sich über personalisierte Werbung finanzieren. Auf Websites, Apps und in anderen digitalen Dienste werden dafür Nutzerdaten gesammelt. Dazu gehören demografische Informationen, Surfverhalten, sensorische Daten, Standortdaten[2] und Kaufhistorien.
2. Datenanalyse: Diese Daten werden analysiert, um Nutzerprofile[3] zu ergänzen oder neu zu erstellen.  Algorithmen und maschinelles Lernen helfen dabei, Muster und Vorlieben zu erkennen.
3. Datenverkauf: Datenbroker kaufen und verkaufen diese Daten an Werbetreibende, die dadurch ihre Zielgruppen besser erreichen können. Bekannte Datenbroker sind Unternehmen wie Acxiom, Oracle und Experian.

## Herausforderungen und Kritik
Der Datenhandel steht oft in der Kritik wegen Datenschutz- und Sicherheitsbedenken. Nutzer sind sich oft nicht bewusst, welche Daten gesammelt und wie sie verwendet werden. Insbesondere die Weitergabe der gesammelten Daten in Staaten mit schwächeren Datenschutzregelungen zur dortigen Verarbeitung wird kritisiert. 

## Beispiele aus der Praxis
Ein Einblick über die Praktiken und die Reichweite des Datenhandels findet sich in einer Recherche von Netzpolitik.org von 2024, die mehrere Beiträge zu den größten Datenhändlern und deren Methoden umfasst. Die „Databroker Files“-Recherche beschrieb, wie der Handel mit Daten die Privatsphäre von Millionen Menschen sowie die nationale Sicherheit Deutschlands gefährde. Die wichtigsten Punkte der Recherche waren:
1. Risiken des Datenhandels: Datenhändler verkaufen Standortdaten von Millionen Menschen, ursprünglich für Werbezwecke erfasst, die jedoch auch für Spionagezwecke genutzt werden können. Besonders gefährdet sind Regierungs-, Militär- und Geheimdienstmitarbeiter.[4][5]
2. Mangelnde Transparenz und Kontrolle: Unternehmen wie Datarade fungieren als Plattformen, die Datenhändler und Käufer zusammenbringen, ohne selbst Daten zu verkaufen. Die Plattformbetreiber übernehmen dabei zum Teil keine Verantwortung für die Rechtmäßigkeit der vermittelten Daten.[6]
3. Politische Forderungen: Politiker und Datenschutzexperten fordern strengere Regulierungen. Beispielsweise fordert die designierte Bundesdatenschutzbeauftragte Louisa Specht-Riemenschneider den Gesetzgeber auf, rechtliche Lücken zu schließen.[7][8]
4. Juristische Einschätzung: Experten schätzten den beschriebenen Datenhandel als rechtswidrig ein. Sie verwiesen auf das Datenschutzrecht, das  keine Generaleinwilligung für den Handel mit personenbezogenen Daten erlaubt.[9]
5. Reaktionen von Unternehmen und Behörden: Einige betroffene Unternehmen wie Datarade haben sich nicht zu den Vorwürfen geäußert oder betont, nur als Vermittler zu agieren und nur legale Inhalte zuzulassen. Die deutsche Bundesregierung ist sich der Gefahren bewusst, besonders im Hinblick auf fremde Nachrichtendienste, die solche Daten nutzen könnten.[10][11]

Die Recherchen stellten die These auf, dass der Datenhandel nicht nur ein Datenschutzproblem, sondern auch ein Sicherheitsrisiko darstelle. Die Autoren forderten Maßnahmen sowohl auf nationaler als auch auf EU-Ebene, um den Missbrauch von Daten zu verhindern und einen größeren Schutz der Privatsphäre zu gewährleisten.

## Gesetzliche Regelungen
Datenschutzgesetze wie die Datenschutz-Grundverordnung (DSGVO) der Europäischen Union zielen darauf ab, den Schutz personenbezogener Daten zu stärken, die Transparenz der Datenverarbeitung zu erhöhen und Betroffenenrechte zu stärken.